# День святого Иоанна в масонстве
Масоны исторически празднуют два праздника святого Иоанна. Праздник Иоанна Крестителя выпадает на 24 июня и Иоанна Евангелиста на 27 декабря. В восемнадцатом веке Первая великая ложа Англии и Великая ложа Ирландии выступали за день Иоанна Крестителя, в то время как Великая ложа Шотландии, Древняя великая ложа Англии и Великая ложа всей Англии в Йорке инсталлировали своих великих мастеров в праздник Иоанна Евангелиста. 27 декабря 1813 года была создана Объединенная великая ложа Англии.

## Иоанн Креститель
Первая великая ложа Англии была образована 24 июня в праздник Иоанна Крестителя в 1717 году. Именно эта дата имеет историческую преемственность и относится к старой традиции, поскольку Иоанн Креститель считался покровителем каменщиков в континентальной Европе в средние века. Гильдия масонов и плотников при Кёльнском соборе была известна как «Братство святого Иоанна Крестителя». Самая ранняя сохранившаяся запись инсталляции великого мастера Великой ложи Ирландии датирована 24 июня 1725 года. В записях отдельных лож в Ирландии и в ложах «Древних», в Англии, есть упоминание о встречах членов лож два раза в год, 24 июня и 27 декабря, для проведения инсталляции нового мастера ложи.

## Иоанн Евангелист
Иоанн Евангелист особенно почитается шотландскими ложами. Масонская ложа Эдинбурга № 1 была связана с проходом Иоанна Евангелиста в соборе святого Джайлса с 15 века. «Великая ложа всей Англии» и её предшественник, «Древнее общество масонов в городе Йорк», избирали и инсталлировали своего президента, а с 1725 года великого мастера, в день Иоанна Евангелиста. В Лондоне члены Древней великой ложи Англии избирали своих новых великих мастеров в этот же день. 27 декабря 1813 года произошло объединение Первой и Древней великих лож Англии в Объединённую великую ложу Англии.